# Gran Premio delle Nazioni (automobilismo)
Il Gran Premio delle Nazioni è stata una corsa automobilistica di velocità in circuito.

## Albo d'oro
| Nr | Anno | Vincitore          | Vettura        | Categoria | Resoconto |
| -- | ---- | ------------------ | -------------- | --------- | --------- |
| 1  | 1946 | Nino Farina        | Alfa Romeo 158 | Formula A | Resoconto |
| 2  | 1948 | Nino Farina        | Maserati 4CLT  | Formula 1 | Resoconto |
| 3  | 1950 | Juan Manuel Fangio | Alfa Romeo 158 | Formula 1 | Resoconto |